# Kasper Linde Jørgensen
Kasper Linde Jørgensen (* 23. August 1984 in Odense) ist ein dänischer Radrennfahrer.
Linde Jørgensen wurde 2002 Dänischer Meister in der Mannschaftsverfolgung  der Junioren. In dieser Disziplin gewann er bei der Elite 2004 die Bronzemedaille und 2007 die Silbermedaille. Bei den Meisterschaften 2005 wurde er Dritter der U23-Einerverfolgung und Zweiter im Scratch der Elite.

## Erfolge
2002
- Dänischer Meister – Mannschaftsverfolgung (Junioren)

2007
- Dänische Meisterschaft – Mannschaftsverfolgung

2005
- Dänische Meisterschaft – Einerverfolgung (U23)
- Dänische Meisterschaft – Scratch

2007
- Dänische Meisterschaft – Mannschaftsverfolgung

## Teams
- 2007 Odense Energi
- 2008 Energy Fyn
- 2009 Glud & Marstrand Horsens
- 2010 Glud & Marstrand-LRØ Rådgivning
- 2011 Glud & Marstrand-LRØ
- 2012 Glud & Marstrand-LRØ
- 2013 Team Cult Energy
- 2014 Riwal Platform Cycling Team
- 2015 Riwal Platform Cycling Team
- 2016 Riwal Platform Cycling Team